# کوریگن (تگزاس)
کوریگن، تگزاس(به انگلیسی: Corrigan, Texas) شهری در ایالت تگزاس از ایالات جنوبی ایالات متحده آمریکا است. در سرشماری سال ۲۰۰۰، جمعیت این شهر ۱۷۲۱ نفر اعلام شد.

## نگارخانه

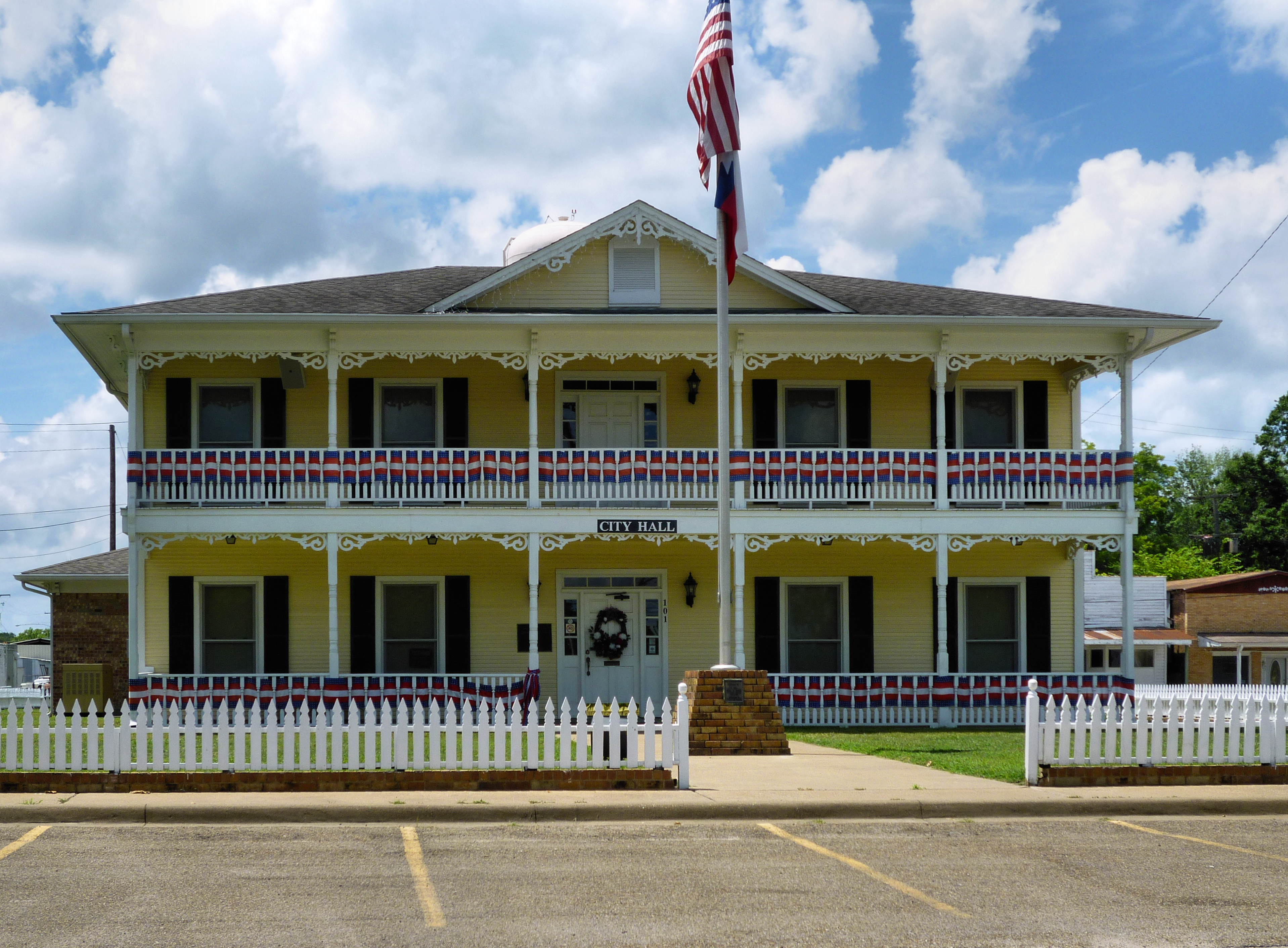
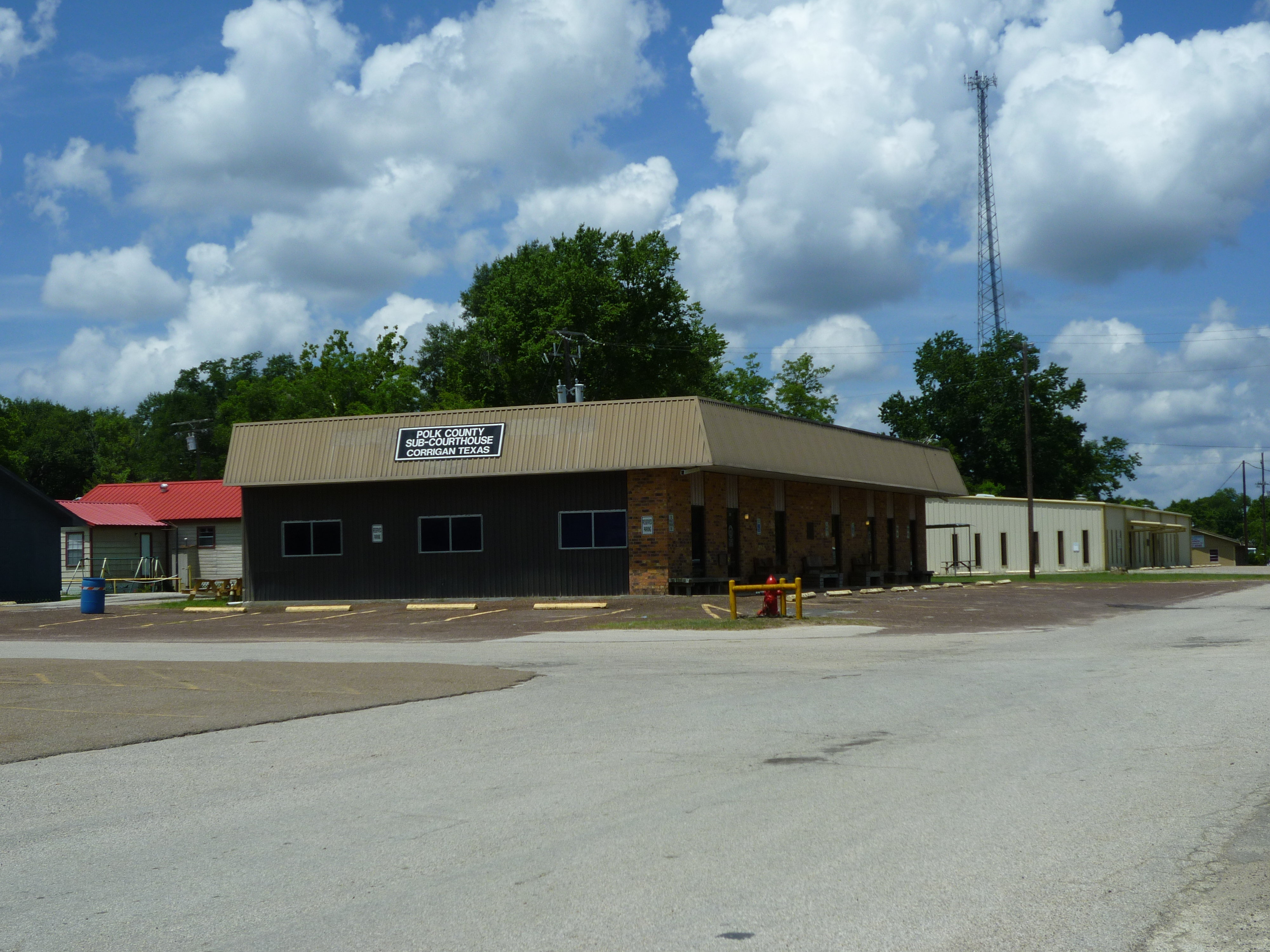